# Voždovac
Voždovac (en serbe cyrillique : Вождовац) est une municipalité de Serbie située dans la ville de Belgrade. Elle fait partie des 10 municipalités urbaines qui composent la ville de Belgrade proprement dite. Au recensement de 2011, elle comptait 157 152 habitants.
Voždovac est également un quartier de Belgrade. En 2002, ce quartier comptait 22 516 habitants.

## Emplacement
Le quartier de Voždovac est situé à environ 4,5 km du centre-ville de Belgrade, sur une colline qui se trouve dans la partie nord de la municipalité et qui porte son nom. Trois longues rues, plus ou moins parallèles, donnent au quartier une forme allongée qui s'étend du nord-ouest au sud-est : à l'ouest, il est délimité par le boulevard de la Libération (Bulevar oslobođenja), qui le sépare de la municipalité de Savski venac, à l'est, par la rue Kumodraška ; la rue Vojvode Stepe est située entre ces deux artères. En raison de sa forme, le quartier Voždovac possède des limites communes avec de nombreux autres quartiers : Autokomanda au nord, Diplomatska kolonija au nord-ouest, Banjica et la forêt de Banjica (Banjička šuma) à l'ouest, Trošarina et Banjica II au sud-ouest, Kumodraž, avec ses sous-quartiers de Kumodraž II et Torlak, au sud, Braće Jerković II et Mitrovo brdo au sud-est, Braće Jerković à l'est et Dušanovac au nord-est.
Le quartier de Voždovac a donné son nom à la municipalité de Voždovac. Elle est située au sud de la zone urbaine de la ville de Belgrade au sens restreint du terme et au centre du Grand Belgrade, appelé ville de Belgrade. Elle s'étend du nord au sud sur environ 40 km. En raison de sa forme allongée, elle a des limites communes avec un grand nombre de municipalités : Vračar au nord, Zvezdara au nord-est, Grocka à l'est, Sopot au sud, Barajevo au sud-ouest, Čukarica et Rakovica à l'ouest et Savski venac au nord-ouest.

## Géographie

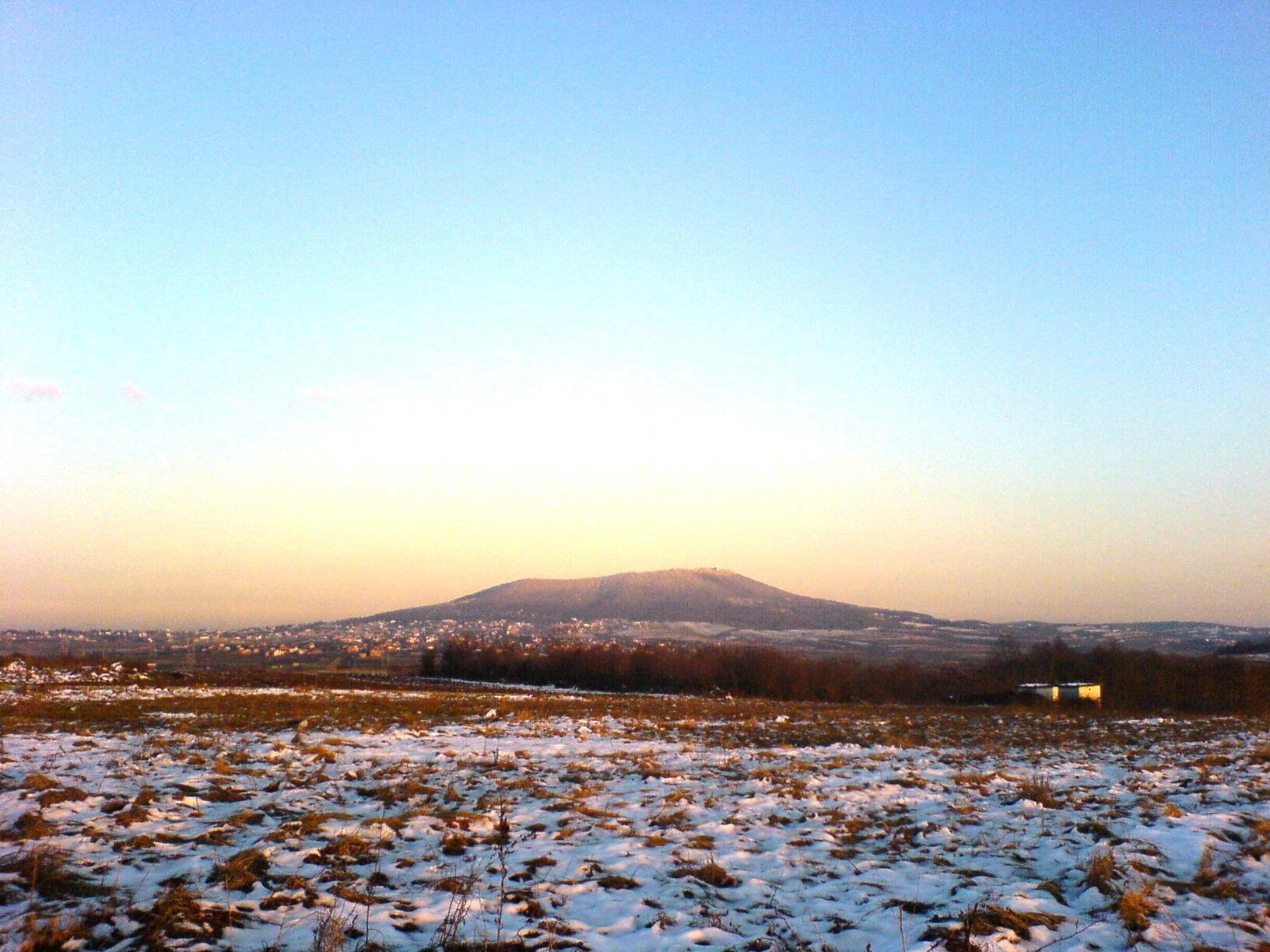
Le mont Avala

Sur le plan géographique, la municipalité est située au nord de la région de la Šumadija (la « basse Šumadija »). Sa partie méridionale correspond au nord de la forêt de Lipovica et correspond grosso modo à la vallée de la Topčiderska reka, une rivière qui coule entre les plateaux de Pinosava et de Ripanj. La partie centrale de la municipalité est occupée par l'une des deux « montagnes » de Belgrade, le mont Avala, qui culmine à 511 m (l'autre mont étant le mont Kosmaj). Au nord, se trouve la partie urbaine de Voždovac ; elle est construite sur plusieurs collines, dont celles de Torlak et Pašino brdo.
Outre la Topčiderka, le nord de la municipalité est parcouru par de nombreux ruisseaux et rivières, comme la Zavojnička reka, le Vranovac, le Milošev potok, le Bubanj potok, la Kamena voda, la Lipica, le Drenjak, le Kumodraški potok et une partie du Rakovički potok, de la Bolečica et du Jelezovac. La source et la vallée de l'ancien Mokroluški potok, qui coule désormais dans un canal souterrain, sont également situées dans la municipalité. La partie non urbaine de la municipalité compte de vastes zones boisées (pentes du mont Avala, nord de la forêt de Lipovica, Stepin Lug/Gaj ; la partie urbaine ne possède qu'un seul véritable parc, celui de Šumice.

## Histoire

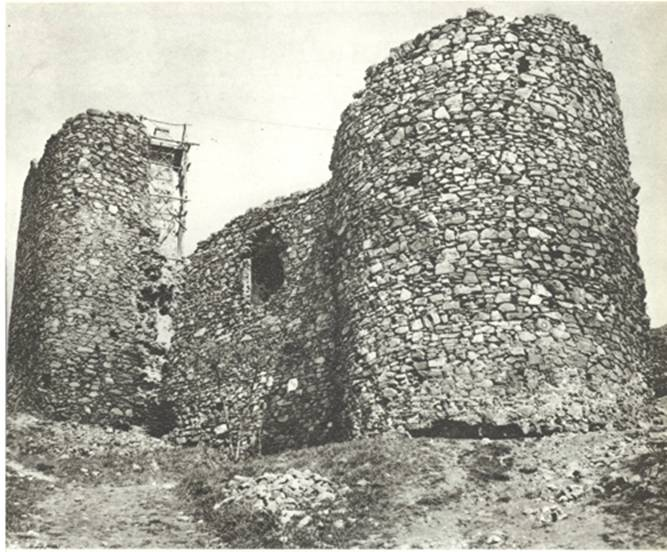
L'ancienne forteresse de Žrnov

L'actuelle municipalité de Voždovac est habitée depuis la Préhistoire, ainsi qu'en attestent les fouilles qui y ont été réalisées. Le site archéologique de Čaršija Ripanj (en serbe cyrillique : Археолошко налазиште Чаршија Рипањ ; en serbe latin : Arheološko nalazište Čaršija Ripanj) est situé sur le territoire de Ripanj, sur les pentes d'une colline qui descend depuis la route Belgrade–Ripanj en direction de la Topčiderska reka. Il a été fouillé systématiquement en 1904. D'après la structure des habitations, la structure et la décoration des céramiques et la forme et le traitement des statuettes retrouvées sur le site, le village appartient à la culture de Vinča-Pločnik (vers 5150 av. J.-C.). Parmi les découvertes les plus remarquables, on peut signaler des figurines décorées de motifs représentant des bijoux et des vêtements. En raison de son importance, le site est aujourd'hui inscrit sur la liste des biens culturels protégés de la ville de Belgrade. Le site archéologique d'Usek, situé dans l'actuel quartier de Banjica, appartient lui aussi la culture de Vinča et est lui aussi classé.

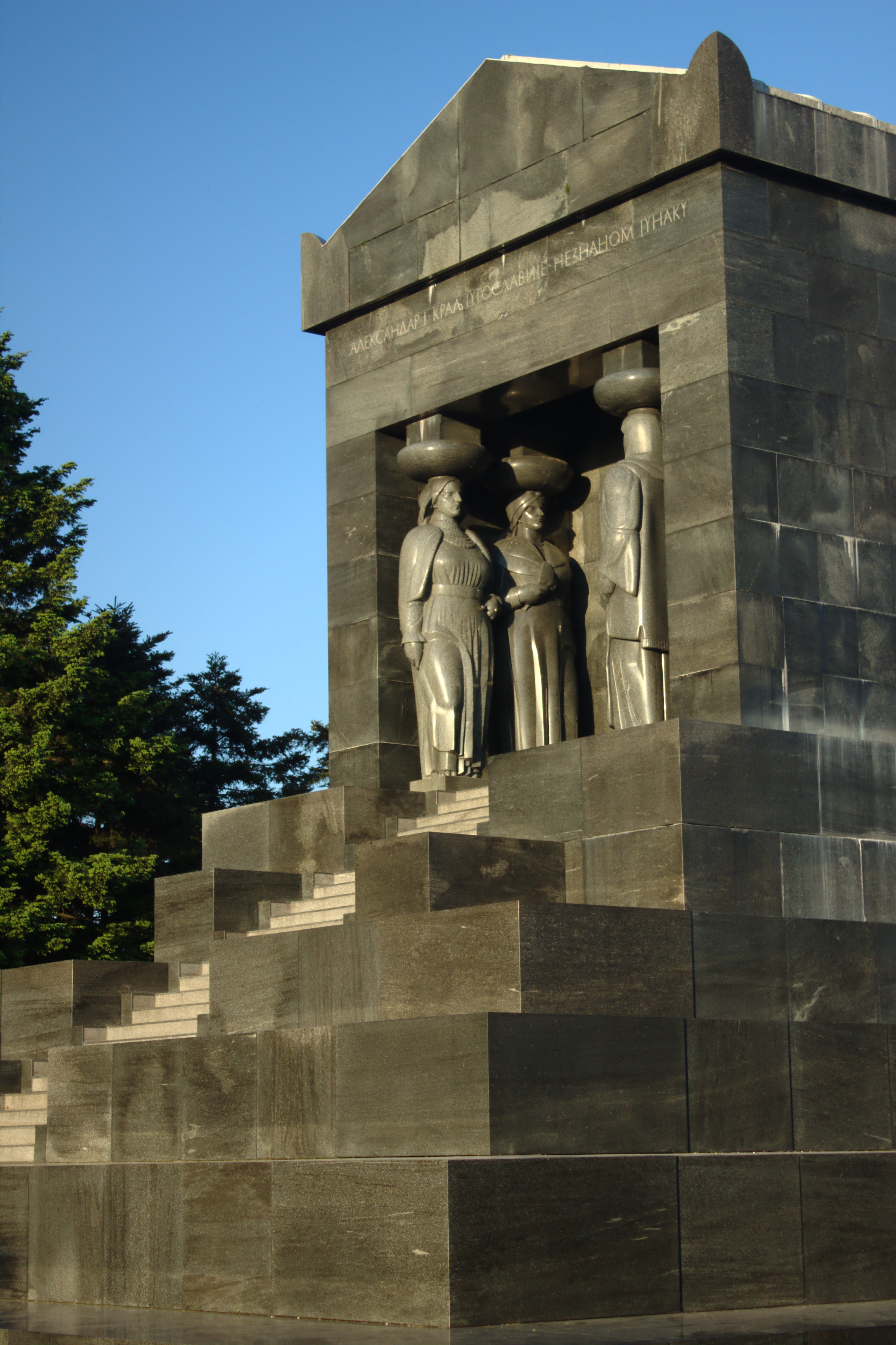
Le Monument au Héros inconnu du mont Avala

Le nom de Voždovac provient du terme vožd, désignant le « chef », titre qui fut donné à Karageorges, le chef du premier soulèvement serbe contre les Ottomans. Karageorges commandait aux troupes qui libérèrent Belgrade en 1806. Une église a été construite à l’endroit précis d’où partit l'expédition. La municipalité de Voždovac a été créée en 1904.
La région du mont Avala a été un haut-lieu de combats lors de la Première Guerre mondiale. Le Monument au Héros inconnu y a été construit entre 1934 et 1938, à l'emplacement de l'ancienne forteresse de Žrnov, en l'honneur des victimes de la guerre. Il a été conçu par le sculpteur Ivan Meštrović et est inscrit sur la liste des monuments culturels d'importance exceptionnelle de la république de Serbie et sur la liste des biens culturels protégés de la ville de Belgrade.

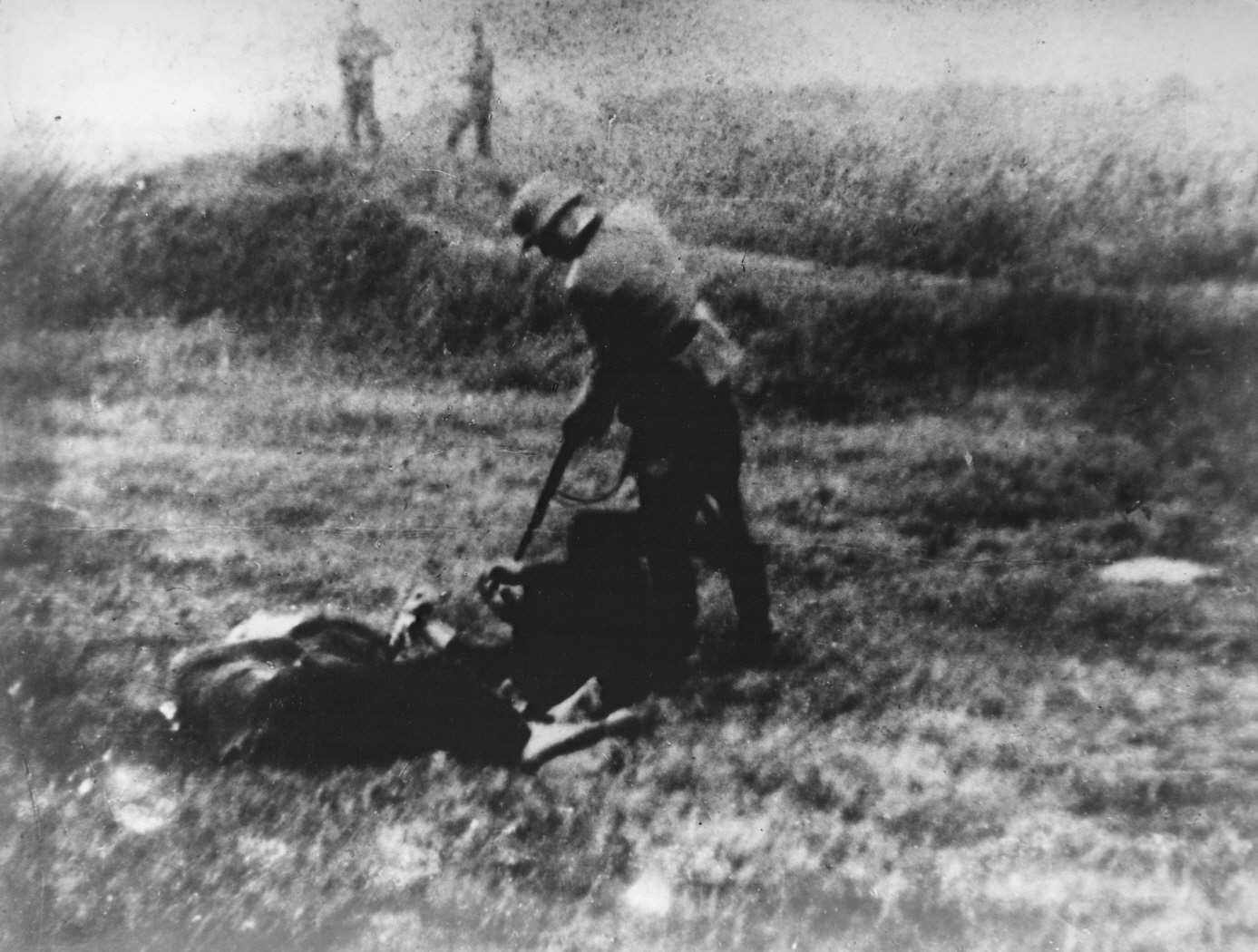
Un soldat allemand pointe son arme sur un prisonnier à Jajinci

En 1941, après l'invasion de la Yougoslavie par les nazis et après l'instauration du Serbie (en allemand : Serbien), un camp de concentration, le camp de Banjica (en serbe cyrillique : Бањички логор ; en serbe latin : Banjički logor) a été ouvert, dans le faubourg de Banjica. Il interna des Juifs, des Serbes, des Roms, des Partisans communistes et d'autres opposants au Troisième Reich. Les registres du camp conservent les noms de 23 637 prisonniers, dont 4286 trouvèrent la mort ou furent exécutés,. Jajinci, qui était alors un village près de Belgrade, servait de lieu d'exécution pour les occupants de Banjica. Les premières exécutions eurent lieu fin juin 1941 contre « les communistes et les Juifs ». La première exécution de masse eut lieu le 17 décembre 1941, avec le meurtre de 170 prisonniers ; certaines sources font état d'une exécution de masse de 250 à 450 Juifs le 17 octobre 1941 au lieu-dit de Trostruki surduk. Le camp de concentration de Banjica a été fermé en septembre 1944, un mois avant le retrait des nazis de Belgrade. Son commandant, Willy Friedrich, a été jugé par une cour militaire à Belgrade le 27 mars 1947 et condamné à mort. Après la guerre, le site du camp a été transformé en musée ; ce musée fait partie du musée de la ville de Belgrade ; en raison de sa valeur historique et de sa haute valeur humaine, le camp est aujourd'hui classé sur la liste des biens culturels de la ville de Belgrade. L'ancien champ de tir et lieu d'exécution de Jajinci a été transformé en parc commémoratif.

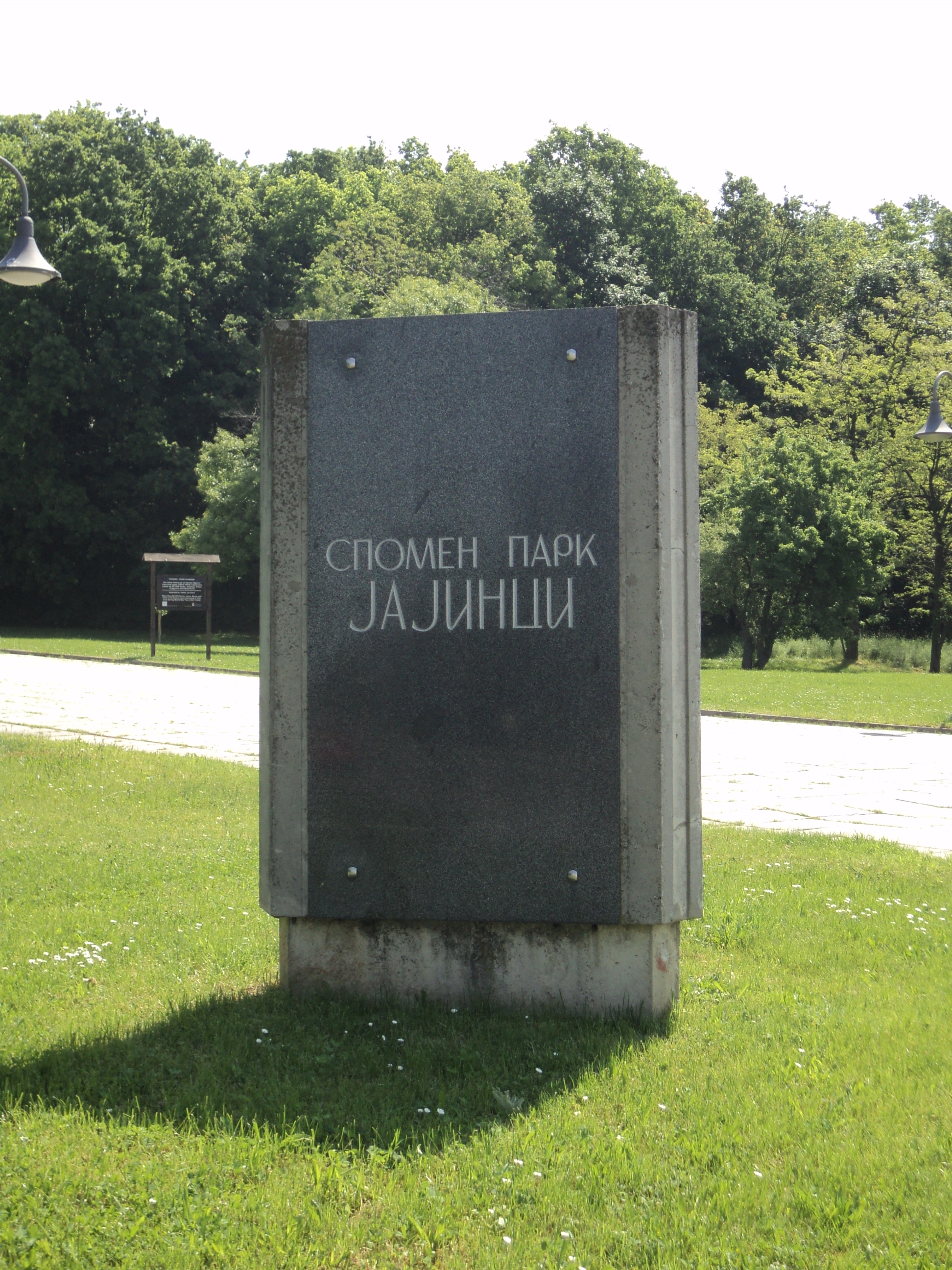
Stèle à l'entrée du parc commémoratif de Jajinci

En 1945, Belgrade fut divisée en districts (rejon) et Voždovac fit alors partie du District VI. En 1952, les districts furent abolis et les municipalités rétablies. La municipalité de Pašino Brdo fut intégrée à celle de Voždovac le 1er septembre 1955 ; elle en est aujourd'hui la partie la plus septentrionale. La municipalité prit sa forme actuelle au début des années 1960, quand la municipalité de Ripanj fut intégrée à Voždovac (à l'exception du village de Veliki Mokri Lug, qui fut intégré à celle de Zvezdara).
Le quartier de Jajinci a accueilli la 3e réunion de l'Action mondiale des peuples en juillet 2004.

## Subdivisions administratives

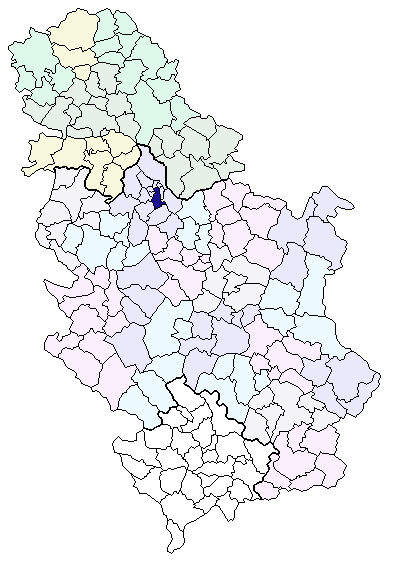
Localisation de la municipalité de Voždovac en Serbie
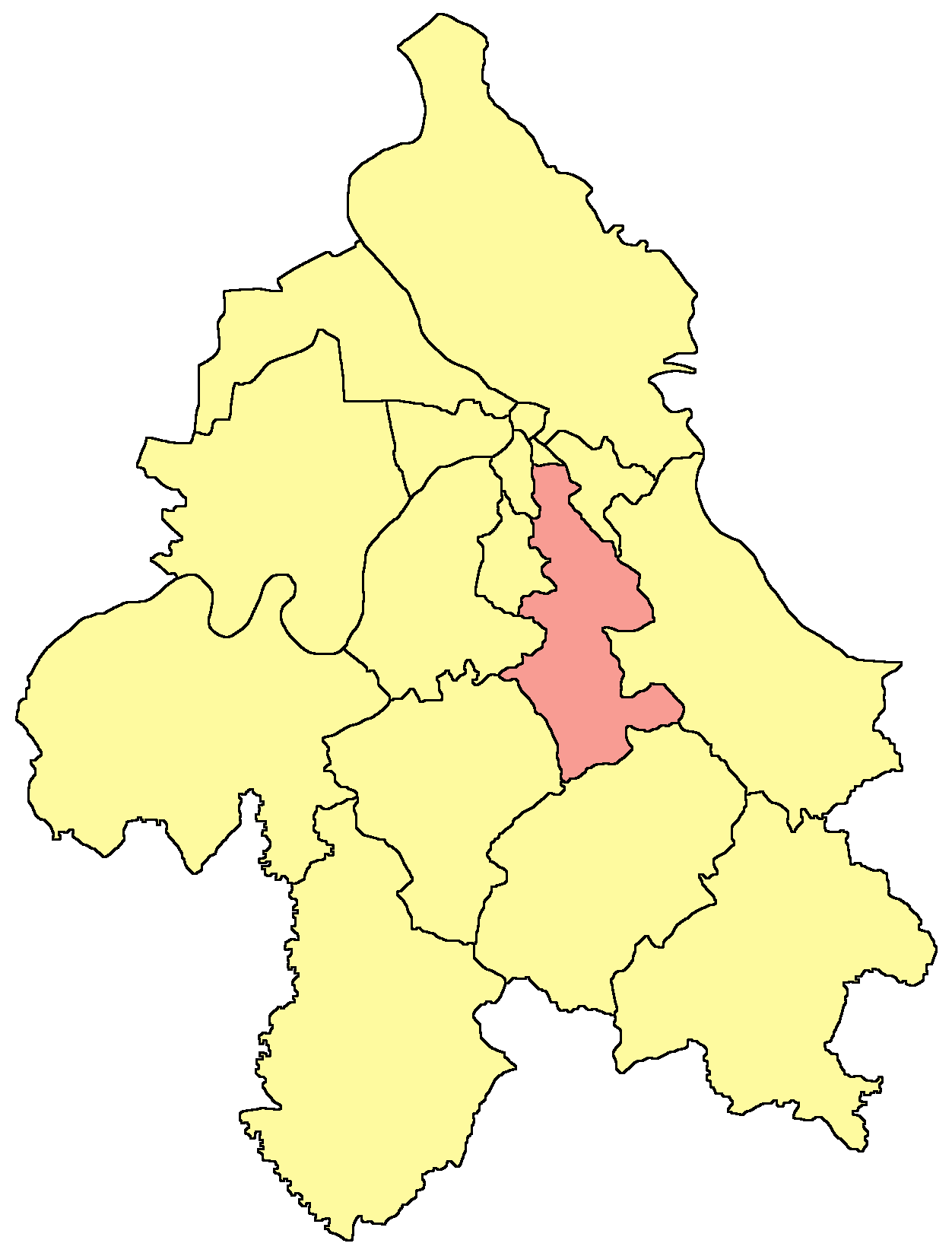
Localisation de la municipalité de Voždovac dans la ville de Belgrade

### Quartiers de Belgrade
| - Autokomanda - Banjica - Banjica II - Braće Jerković - Braće Jerković II - Braće Jerković III - Dušanovac | - Jajinci - Kumodraž - Kumodraž I - Kumodraž II - Lekino brdo - Mala Utrina - Marinkova bara | - Medaković - Medaković I - Medaković II - Medaković III - Mitrovo brdo - Pašino brdo - Selo Rakovica | - Siva Stena - Šumice - Torlak - Trošarina - Veljko Vlahović - Voždovac |

### Faubourgs de Belgrade (localités)
| - Beli Potok - Bubanj Potok - Gaj - Pinosava | - Ripanj - Stepin Lug - Šuplja Stena - Zuce |

## Démographie

### Évolution historique de la population
| 1961   | 1971    | 1981    | 1991    | 2002    | 2011    |
| ------ | ------- | ------- | ------- | ------- | ------- |
| 85 458 | 134 206 | 159 364 | 156 373 | 151 768 | 157 152 |

## Religion (2002)
Sur le plan religieux, la municipalité de Voždovac est essentiellement peuplée de Serbes orthodoxes. Elle relève de l'archevêché de Belgrade-Karlovci (en serbe cyrillique : Архиепископија београдско-карловачка), qui a son siège à Belgrade.

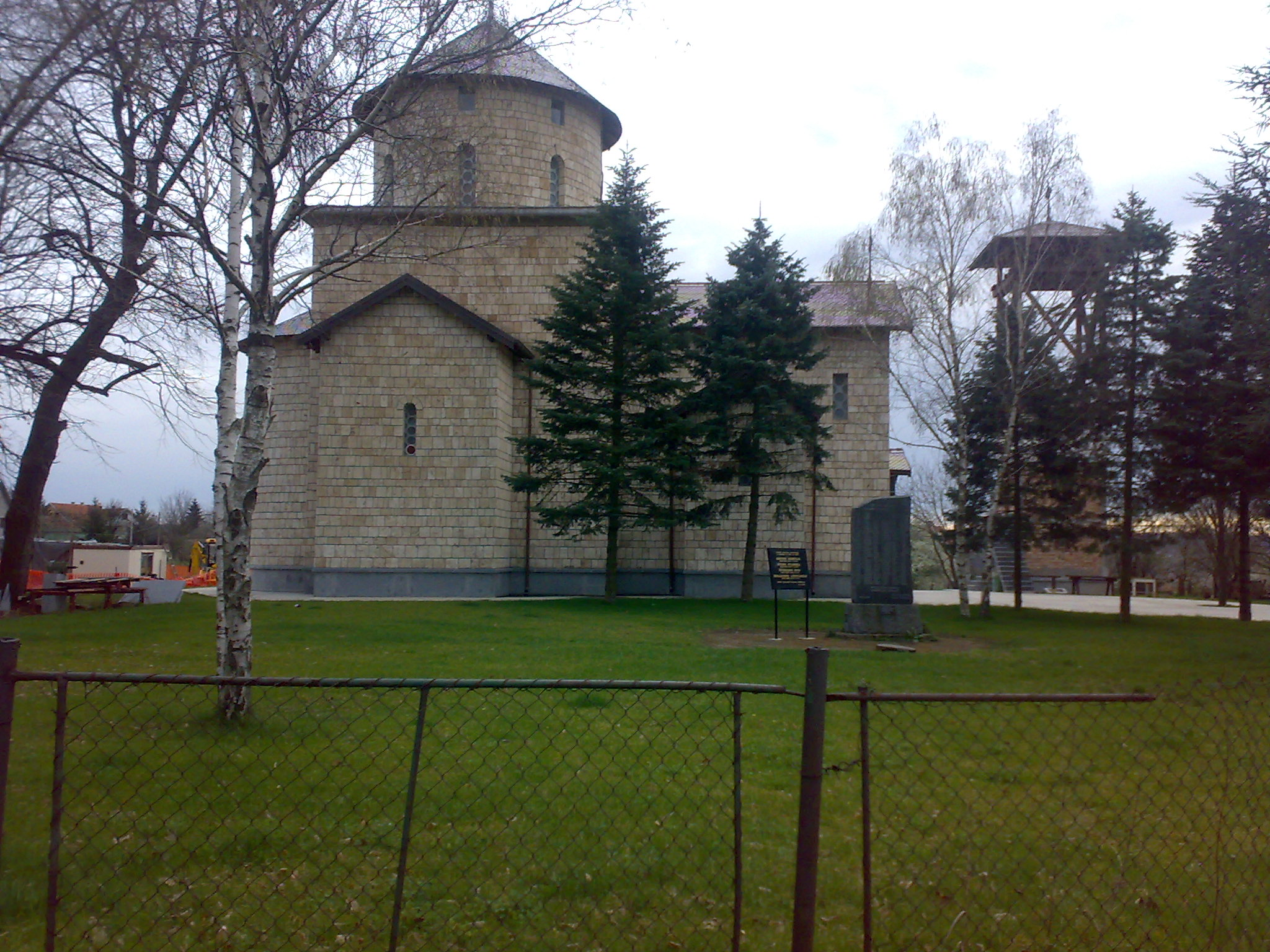
L'église Saint-Marc de Pinosava

## Politique
À la suite des élections locales serbes de 2008, les 56 sièges de l'assemblée municipale de Voždovac se répartissaient de la manière suivante :
| Parti                                | Sièges |
| ------------------------------------ | ------ |
| Voždovac Pour une Serbie européenne  | 24     |
| Parti radical serbe                  | 17     |
| Parti démocratique de Serbie         | 8      |
| Parti libéral-démocrate              | 4      |
| Parti socialiste de Serbie et alliés | 3      |

Goran Lukačević, membre du Parti démocratique du président Boris Tadić, a été réélu président (maire) de la municipalité de Voždovac.

## Architecture
Plusieurs églises sont situées dans la municipalité de Voždovac : l'église Sainte-Marie-Madeleine de Beli Potok, construite en 1883 ou l'église Saint-Constantin et Sainte-Hélène en 1911. L'église de la Sainte-Trinité, à Ripanj, construite entre 1892 et 1894, a été conçue comme un édifice à nef unique avec une voûte en berceau, doté d'une petite abside demi-circulaire ; le narthex est surmonté d'un clocher octogonal ; les façades sont réalisées dans l'esprit de l'architecture médiévale serbe, avec un mélange des écoles de la Raška et de la Morava, mais aussi avec une influence de l'architecture néoromantique. L'église de la Sainte-Trinité a été construite en 1924, sur la colline de Torlak dans le quartier de Kumodraž, à l'initiative de Persida Milenković (1857-1943) et selon un projet des architectes Pero Popović et Ž. Tatić, dans l'esprit de l'architecture serbe médiévale ; les façades et les éléments décoratifs se réfèrent à l'école moravienne, tandis que la structure d'ensemble rappelle l'école rascienne.
La municipalité abrite la maison natale de Stepa Stepanović, située dans le quartier de Kumodraž ; le voïvode Stepa Stepanović y a vu le jour en 1856 ; la maison constitue l'un des rares exemples d'architecture traditionnelle serbe sur le territoire de la ville de Belgrade ; en raison de son intérêt historique et architectural, elle est inscrite sur la liste des monuments culturels de grande importance de la république de Serbie et sur celle des biens culturels protégés de la ville de Belgrade. Le quartier de Kumodraž conserve une ancienne mehana (taverne), construite dans la première moitié du XIXe siècle et qui, après restauration, doit être transformée en école maternelle.

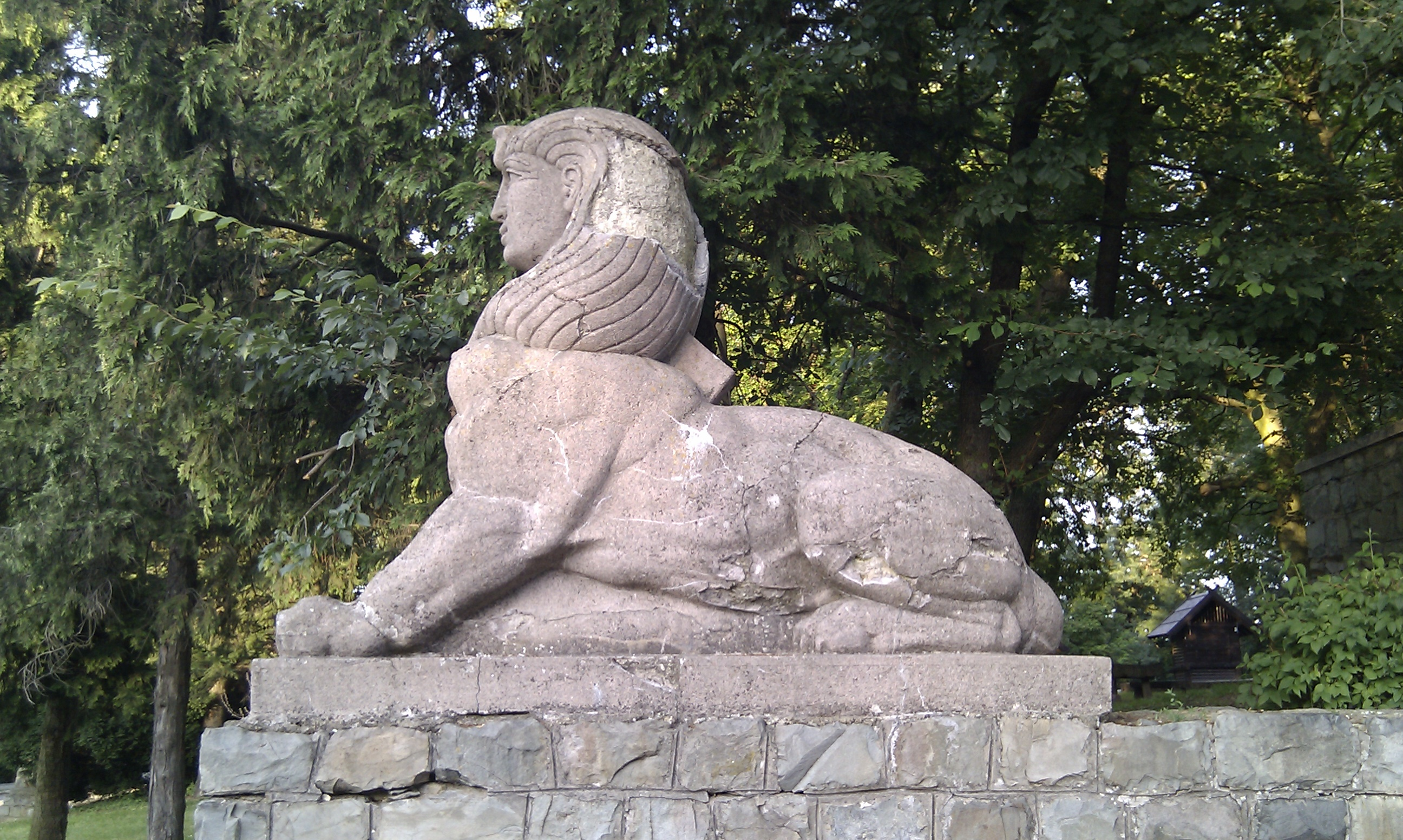
L'un des sphinx de l'hôtel Avala

Deux monuments classés sont situés sur le mont Avala, au sud de la municipalité. La maison Mitrović est liée au développement de l'alpinisme et de l'escalade en Serbie ; elle a été construite en 1926 pour servir de refuge de montagne et, sur le plan architectural, mêle l'académisme et le style néoromantique à des influences de l'architecture traditionnelle serbe. L'hôtel Avala a été bâti en 1931 sur des plans de l'architecte russe Viktor Lukomski ; il est situé sur un plateau auquel on accède par des allées et des escaliers qui conduisent ensuite au sommet du mont et au monument du Héros inconnu. L'ensemble est traité dans un style néorenaissance avec de nombreux éléments décoratifs rappelant l'architecture serbo-byzantine (corniches, colonnes, chapiteaux, archivoltes etc.). Des éléments empruntés à l'architecture traditionnelle serbe se retrouvent aussi dans les porches en arcades. En revanche, le toit plat et les ouvertures rectangulaires sans ornement donnent au bâtiment une allure moderne. Ce mélange entre modernisme et traditionalisme confère à l'hôtel une importante valeur architecturale.

## Culture
Le centre sportif et culturel Šumice (en serbe : Centar za kulturu i sport Šumice), particulièrement destiné à la jeunesse, organise des animations diverses : expositions d'art, concours dans les domaines de la littérature et des arts visuels, théâtre, chant, danse, calligraphie et autres. Plusieurs autres associations animent la vie culturelle de la municipalité, comme l'association culturelle Šane–Stari Dušanovac, créée en 1971 ; centrée autour de manifestations folkloriques (danse, musique), elle possède aussi un orchestre de chambre, une chorale et une section d'art. L'association Lira folklor, créée en 1986, anime un ensemble folklorique qui s'est produit en Serbie comme à l'étranger. L'association Vojvoda Stepa, dans le quartier de Kumodraž a été créée en 1972 ; elle encadre aujourd'hui trois ensemble folkloriques. L'association culturelle Milan Đ. Milićević, à Ripanj, créée en 1975, anime elle aussi un ensemble de danse et de musique folklorique ; la localité de Ripanj abrite également une maison de la culture.
Parmi les autres institutions culturelles de la municipalité figure l'Université populaire Svetozar Marković (Narodni univerzitet Svetozar Marković).

## Enseignement et recherche
La municipalité de Voždovac compte 24 écoles maternelles. Elle abrite également 18 écoles élémentaires (Osnovne škole) : l'école Bora Stanković (19a rue Paunova), l'école Branislav Nušić (28 rue Zaplanjska), créée en 1935, l'école Dositej Obradović (94 rue Maksima Gorkog), l'école Đura Daničić (19a rue Meštrovićeva), l'école Filip Filipović (317 Bulevar oslobođenja), créée en 1959, l'école Jajinci (12 rue Ilije Petrovića, quartier de Jajinci), l'école Janko Veselinović (2 rue Umčarska), créée en 1969, l'école Karađorđe (2 rue Jove Ilića) l'école Milan Đ. Milićević (27a rue Borivoja Stevanovića), l'école Veselin Masleša (72 rue Kumodraška), l'école Vojvoda Stepa (520 rue Vojvode Stepe, quartier de Kumodraž), l'école Zmaj Jova Jovanović (19 rue Meštrovićeva), créée en 1864 et l'école primaire et secondaire Vožd (219 Bulevar oslobođenja). L'école Vasa Čarapić est située à Beli Potok et les écoles Vojvoda Putnik et Vuk Karadžić à Ripanj. La municipalité accueille également deux établissements élémentaires spécialisés : l'école Miodrag Matić (5 rue Braće Jerkovića), pour les enfants handicapés et l'école de musique Petar Konjović (71 rue Grčića Milenka).
Parmi les établissements d'études secondaires figurent le Huitième lycée de Belgrade (71 rue Grčića Milenka), créé en 1937, et le Douzième lycée de Belgrade (82 rue Vojvode Stepe), qui a ouvert ses portes en 1963. La municipalité compte aussi plusieurs écoles spécialisées : la Deuxième école secondaire d'économie (50 rue Gospodara Vučića), dont l'origine remonte à 1939, l'école de géologie et d'hydro-météorologie Milutin Milanković (26 rue Esad Pašina), l'école secondaire d'esthétique (2a rue Jovana Subotića), créée en 1951 et l'école secondaire de stylisme (88 rue Vojislava Ilića), qui a ouvert ses portes en 1946. En plus de ces établissements publics, on peut citer deux établissements secondaires privés : l'école secondaire d'économie, de droit et d'administration (125/1 rue Ustanička) et l'école royale de coiffure (66 rue Ustanička).
Plusieurs facultés de l'université de Belgrade sont situées dans la municipalité de Voždovac : la Faculté de sciences politiques (165 rue Jove Ilića), créée en 1968, la Faculté des sciences de l'organisation (154 rue Jove Ilića), la Faculté des études de sécurité (50 rue Gospodara Vučića), la Faculté d'ingénierie des transports de l'université de Belgrade (305 rue Vojvode Stepe), dont l'origine remonte à 1950 et la Faculté de pharmacie (450 rue Vojvode Stepe), créée en 1945. Voždovac abrite également deux facultés de l'université privée Singidunum, la Faculté de gestion des entreprises et la Faculté de management touristique et hôtelier, toutes deux situées 32 rue Danijelova. L'école supérieure de génie électrique et d'études électroniques appliquées (Visoka škola elektrotehnike i računarstva strukovnih studija), située 283 rue Vojvode Stepe, a été créée en 1974.
Plusieurs instituts de recherche se trouvent sur le territoire de Voždovac : l'Institut vétérinaire de Serbie (14 rue Vojvode Toze), l'Institut géologique de Serbie (12 rue Rovinjska), l'Institut d'immunologie et de virusologie Torlak (458 rue Vojvode Stepe), l'Institut routier (257 rue Kumodraška), l'Institut CIS (88 rue Vojislava Ilića), l'Institut pour la gestion de l'eau Jaroslav Černi, à Pinosava,, l'Institut Kirilo Savić (51 rue Vojvode Stepe) et l'Institut de génétique moléculaire et de génie génétique (444a rue Vojvode Stepe).

## Sport
La municipalité possède un club de football, le FK Voždovac, qui joue en championnat de Serbie de football ; son origine remonte à 1912.
Le territoire municipal compte trois centres sportifs. Le centre sportif Voždovac (en serbe : Sportski centar Voždovac) est situé 4 rue Crnotravska ; il dispose d'une salle omnisports qui peut accueillir 2 300 spectateurs et qui est utilisée pour des compétitions de handball, de volley-ball, de tennis de table ou d'arts martiaux ; on y trouve aussi, entre autres, une salle d'entraînement, six courts de tennis, une salle de gymnastique et un sauna. Le centre sportif Banjica (Sportski Centar Banjica) est situé à la même adresse ; il possède une piscine olympique couverte qui offre aux spectateurs 2 000 places assises et 1 000 places debout ; on y trouve aussi deux piscines olympique en plein air et six courts de tennis ; le centre possède aussi centre médical, un sauna, un bain à remous, une salle de fitness et une salle de gymnastique ; le centre est conçu pour accueillir des compétitions de water-polo, de natation, de nage synchronisée et des tournois de tennis. Le centre sportif et culturel Šumice (en serbe : Centar za kulturu i sport Šumice) est situé 125 rue Ustanička, au sud-est du parc de Šumice ; il s'étend sur 5 817 m2 ; la salle de sport, rénovée, peut accueillir 1 000 spectateurs assis et 250 debout ; le centre dispose aussi d'une salle avec une scène de théâtre, d'une salle de conférence pour les journalistes, et d'une salle de tennis de table ; le centre est conçu pour accueillir des compétitions de handball, de basket-ball, de volley-ball, de tennis de table et de football ; on peut y pratiquer le karaté, l'aïkido, le judo, l'escrime et la danse artistique.

## Économie
À l'origine, le quartier de Voždovac était une zone résidentielle, mais en se développant et en s'étendant vers le sud, il s'est progressivement modifié. Le sud-ouest de la municipalité, vers Torlak, le long de la rue Vojvode Stepe, a conservé une allure rurale, tandis que la partie occidentale, le long du Bulevar oslobođenja (le « Boulevard de la Libération »), est devenue un quartier assez élégant.
En revanche, le sud de la municipalité, vers Kumodraž II, est devenu l'une des zones les plus industrialisées du vieux Belgrade, principalement le long de la rue Kumodraška. Parmi les entreprises les plus actives de Voždovac, on peut citer Soko Štark, dont l'origine remonte à 1929 ; elle travaille dans le secteur agroalimentaire. La société Prokupac, fondée en 1955, propose des boissons alcoolisées et, notamment de la rakija. La société Vatrosprem, créée en 1965, fabrique notamment des extincteurs, des bouches d'incendie et des détecteurs de fumée et de monoxyde de carbone. La société DES, créée en 1949, possède une unité de fabrication dans la rue Kumodraška ; on y fabrique, entre autres, des pièces métalliques destinées à la serrurerie, des grillages, des presses et des cisailles, des tuyaux et des pièces en plastique notamment pour la robinetterie ainsi que des produits anti-corrosifs. Beogradmontaža est spécialisée dans l'installation de divers équipements dans les lieux publics, lignes téléphoniques, lignes informatiques, détecteurs d'incendie, alarmes ; elle installe aussi des réseaux électriques, des systèmes de chauffage ou d'éclairage (notamment public). Beomedicina, fondée en 1984, produit et commercialise des ambulances et d'autres véhicules conçus à des fins médicales. Le Verano Group, dont le siège se trouve 352 rue Vojvode Stepe, rassemble des sociétés travaillant dans les domaines de la construction, de l'immobilier, de l'industrie automobile, du commerce, de l'agroalimentaire et de l'hôtellerie-restauration.
Certaines installations de la Compagnie d'électricité de Belgrade (en serbe : Elektrodistribucija Beograd ; en abrégé : EDB) sont situées dans le quartier de Marinkova bara, le long de l'autoroute E75. Un petit centre d'entreprises de construction et de cimenteries se développe le long du Bubanj potok.
Les parties périurbaines de la municipalité sont principalement agricoles.

## Transports

L'échangeur d'Autokomanda

Voždovac constitue un important nœud de communication sur le plan routier. La municipalité possède un important échangeur routier, Autokomanda, qui le seul de la vieille ville avec l'échangeur de Mostar ; est situé au croisement de l'autoroute Belgrade-Niš (route européenne E75) et de la route européenne E 70 ; construit entre 1967 et 1974, il est inséré dans le tissu urbain. Le sud de la municipalité est traversé par le Kružni put (« la route circulaire »), la route principale qui relie les localités et les faubourgs sud de la capitale serbe ; à terme, cette route doit être intégrée au périphérique de Belgrade encore en construction. L'Avalski put est une route qui relie Belgrade au mont Avala.
Le quartier de Banjica est desservi par de nombreuses lignes de la société GSP Beograd, avec des bus, des trolleybus et des tramways. Les lignes d'autobus 47 (Slavija – Banjica – Petlovo brdo), 48 (Gare de Pančevački most – Miljakovac II), 50 (Ustanička – Banovo brdo), 59 (Slavija – Petlovo brdo), 78 (Banjica II – Zemun Novi grad Zemun) et 94 (Novi Beograd Blok 45 – Miljakovac I), les lignes de trolley 40 (Zvezdara – Banjica II) et 41 (Studentski trg – Banjica II) ainsi que les lignes de tram 9 (Banjica - Blok 45), 10 (Kalemegdan – Banjica) et 14 (Ustanička - Banjica) passent dans le secteur.

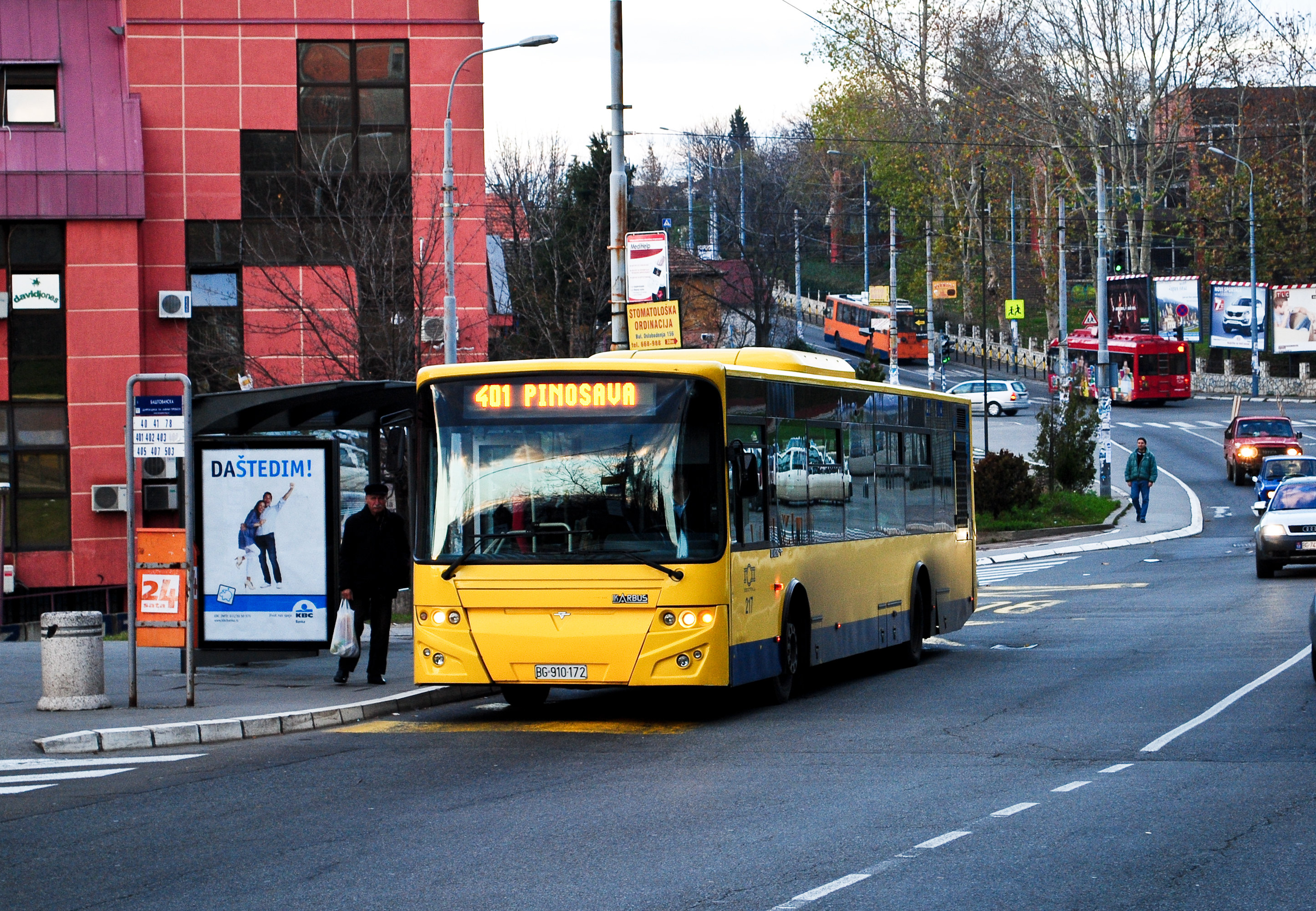
Autobus 411 de la société GSP, direction Pinosava

D'autres lignes desservent les villages ou les quartiers voisins, notamment à partir du quartier de Trošarina : 401 (Voždovac – Pinosava), 402 (Voždovac – Beli Potok), 403 (Voždovac – Zuce), 405 (Voždovac – Glumčevo Brdo), 406 (Voždovac – Rakovica selo), 407 (Voždovac – Bela Reka) et 408 (Voždovac – Trešnja) et viennent s'ajouter aux différentes lignes mentionnées plus haut.

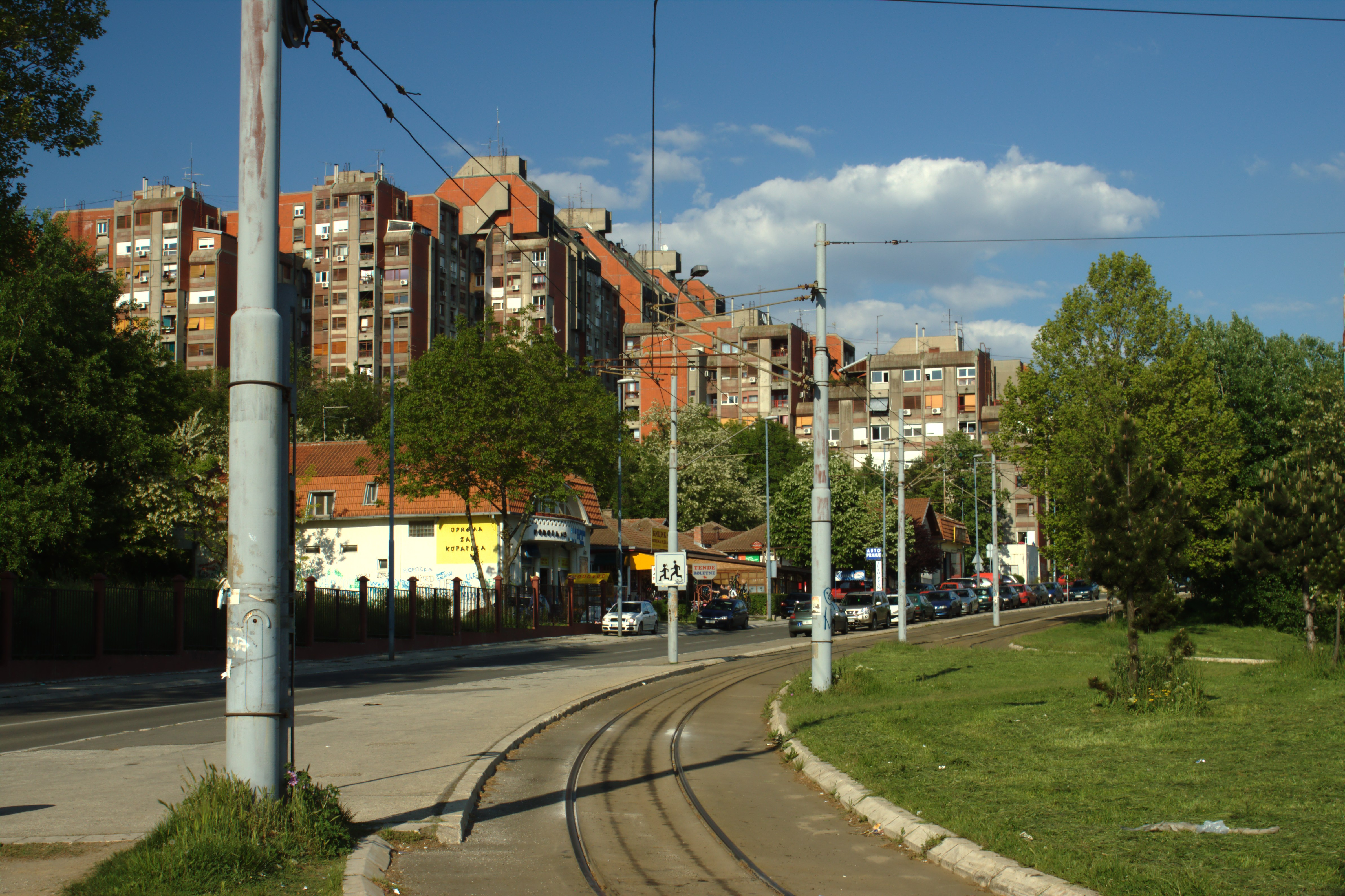
Une ligne de tramway dans le quartier de Banjica

Plusieurs lignes du réseau express régional Beovoz parcourent la municipalité. La ligne 2 (Ripanj - Resnik - Rakovica - Pančevo Vojlovica) la relie au centre de la capitale serbe et, au-delà vers le nord, jusqu'à Pančevo dans le district du Banat méridional et dans la province de Voïvodine et, vers le sud, à Ripanj, la ligne 3 (Stara Pazova - Batajnica - Beograd centar - Rakovica - Resnik - Ripanj) rejoint Stara Pazova en Syrmie et, vers le sud, la localité de Ripanj. La ligne 5 (Nova Pazova - Batajnica - Beograd centar - Rakovica - Resnik - Mladenovac), qui relie elle aussi la municipalité au centre de Belgrade, se prolonge vers le nord jusqu'à Nova Pazova et, vers le sud, à Mladenovac. La ligne 6 (Stara Pazova - Batajnica - Beograd centar - Rakovica - Mala Krsna) la relie au centre-ville de Belgrade et, au-delà vers le nord, jusqu'à Stara Pazova en Syrmie et vers le sud-est, jusqu'à Mala Krsna, une localité située sur le territoire de la ville de Smederevo.

## Personnalités
De nombreuses personnalités sont nées ou ont vécu sur le territoire de la municipalité de l'actuelle municipalité de Voždovac :
Personnages historiques
- Vasa Čarapić (1770-1806)
- Milan Đ. Milićević (1831-1908)
- Stepa Stepanović (1856-1929)
- Mihailo Nenadović (1876-1934)
- Đorđe Z. Popović (1883-1958)
- Milunka Savić (1888-1973)
- Čedomilj Todorović
- Miloš Gavrilović

Artistes

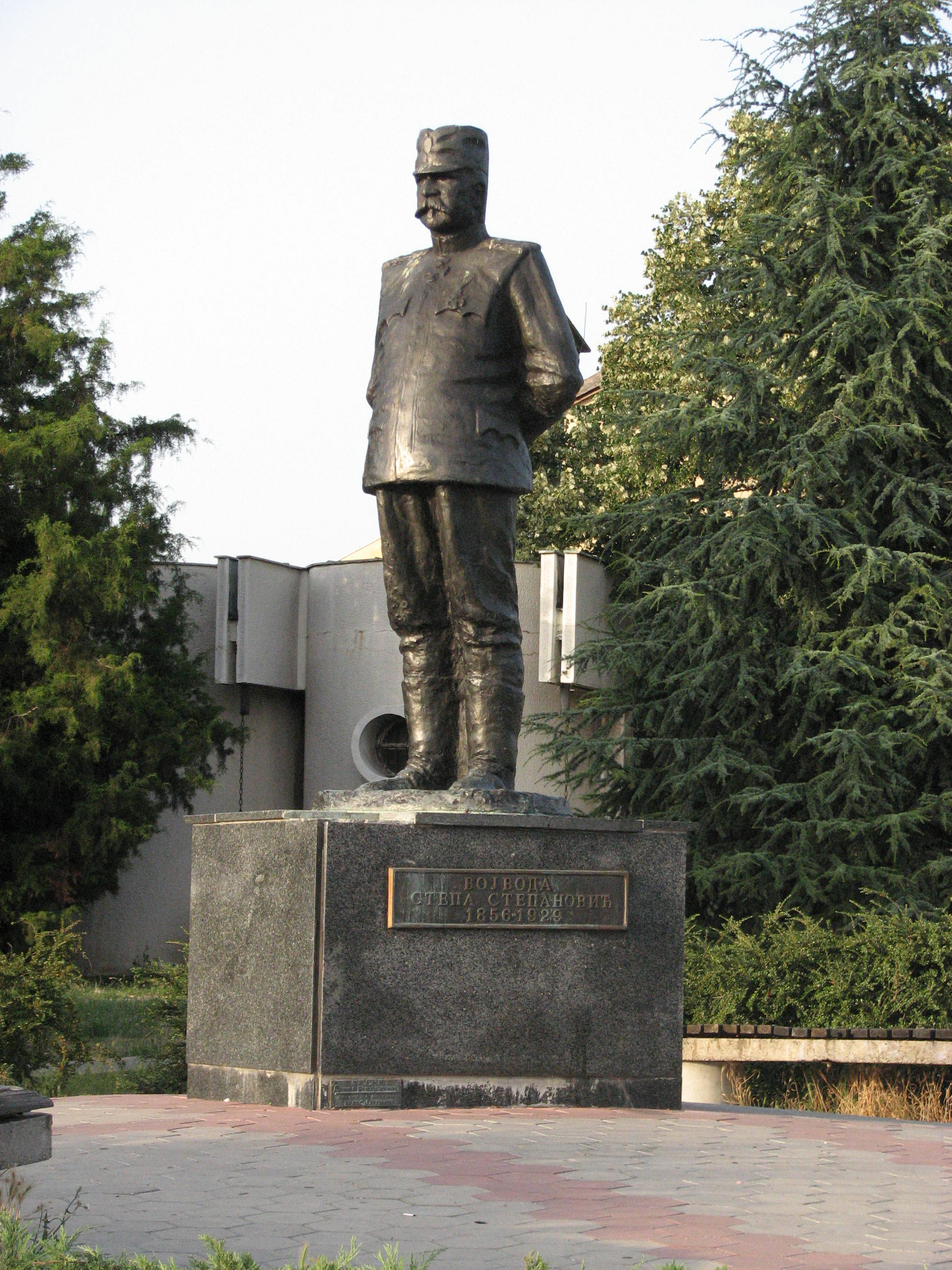
Statue de Stepa Stepanović dans le quartier de Kumodraž

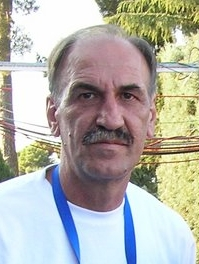
Le joueur de basket-ball Dražen Dalipagić

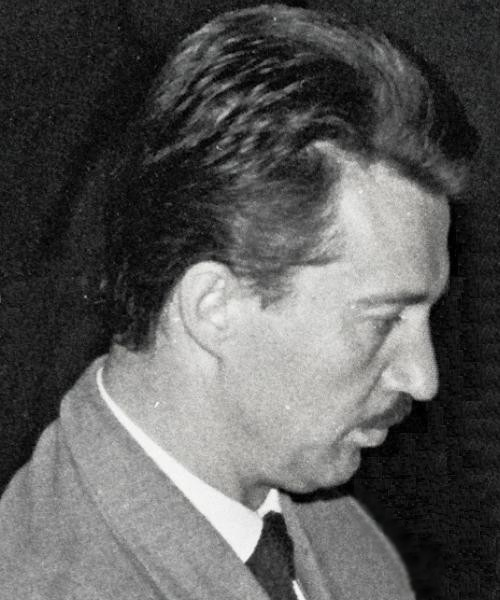
Le joueur d'échecs Svetozar Gligorić en 1961

- Nedeljko Gvozdenović (1902-1988), peintre
- Zoran Ivanović (né en 1962), sculpteur
- Stevan Bodnarov (1905-1993), sculpteur
- Milan Gutović (né en 1946), acteur
- Dragan Bjelogrlić (né en 1963), acteur
- Ljubiša Samardžić (né en 1936), acteur
- Nikola Kojo (né en 1967), acteur
- Milan Babić (1943-2009), chanteur
- Snežana Đurišić, chanteuse
- Ksenija Pajčin (1977-2010), chanteuse, danseuse et mannequin
- Bosiljka Stevanović, chanteuse d'opéra
- Vojislav Simić (né en 1924), musicien
- Goran Bregović (né en 1950), musicien
- Predrag Živković Tozovac (né en 1936), chanteur
- Ljiljana Krstić (1919-2001), actrice

Sportifs
- Milutin Šoškić (né en 1937), footballeur
- Zvezdan Čebinac (1939-2012), footballeur
- Srđan Čebinac (né en 1939), footballeur, frère jumeau du précédent
- Dragan Marjanović (né en 1954), footballeur
- Branislav Jovanović (né en 1985), footballeur
- Gojko Zec (1935-1995), footballeur
- Dušan Kerkez (né en 1976), footballeur
- Lazar Tasić (1931-2003), footballeur
- Svetomir Belić (né en 1946, boxeur
- Dražen Dalipagić (né en 1951), joueur de basket-ball
- Željko Tanasković (né en 1967), joueur de volley-ball
- Tanja Petrović, karateka
- Novak Djokovic (né en 1987), tennisman
- Aleksandar Šoštar (né en 1964), joueur de water-polo
- Igor Milanović (né en 1965), joueur de water-polo
- Svetozar Gligorić (1923-2012), joueur d'échecs

## Coopération internationale
La municipalité de Voždovac est jumelée avec les villes et les municipalités suivantes :
- Florence (Italie)
- Šempeter-Vrtojba (Slovénie)

En outre, la municipalité a signé des accords de partenariat avec les villes et les municipalités suivantes :
- Drežnica (Croatie)
- Milići (Bosnie-Herzégovine)
- Nea Penteli (Grèce)
- Ogulin (Croatie)
- Pula (Croatie)